# Isarbrücke Unterföhring

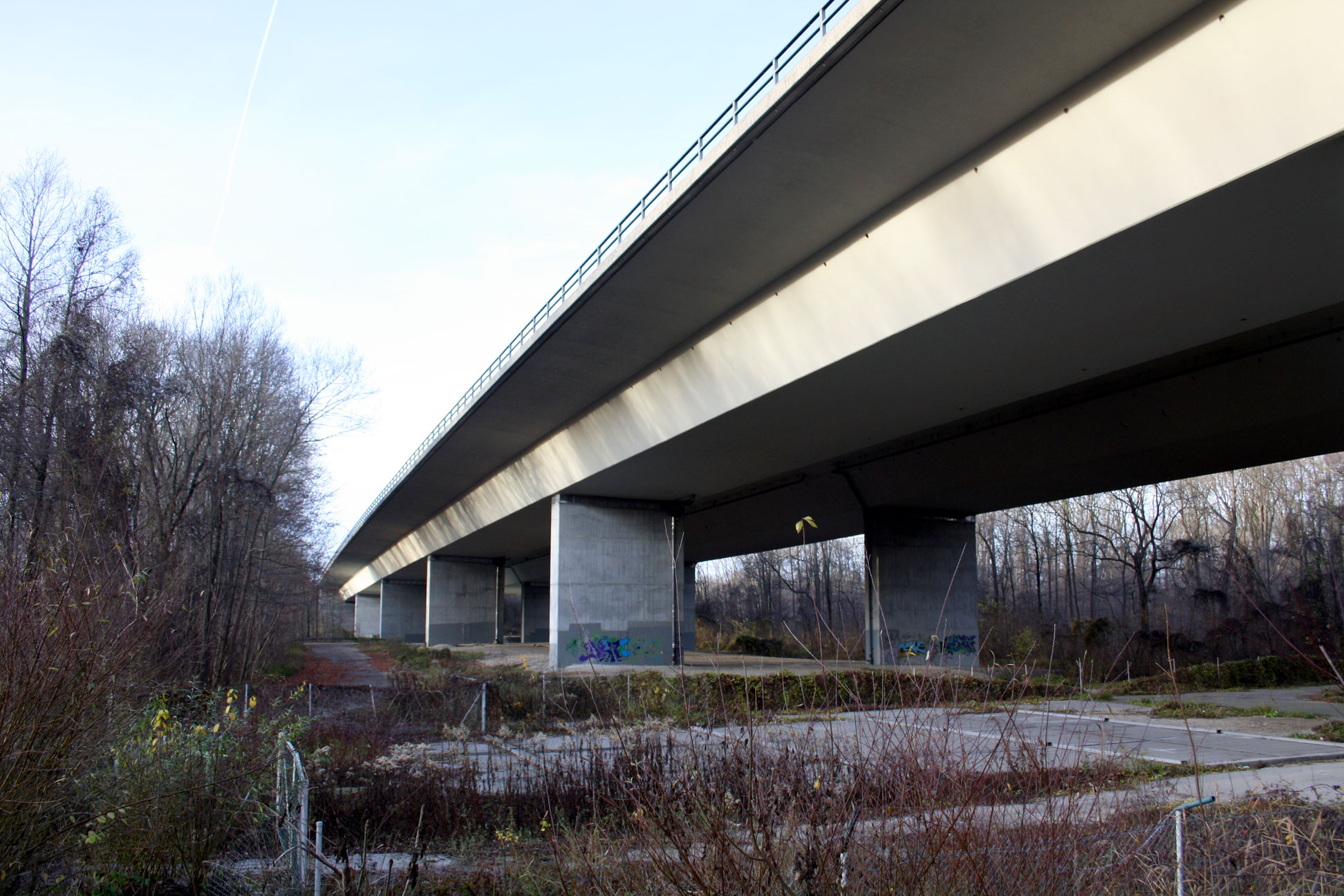
Nordseite. Blick nach Osten.

Die Isarbrücke Unterföhring ist eine Brücke über die Isar der Bundesautobahn 99 und des Autobahnrings um München.

## Lage
Die Isarbrücke Unterföhring liegt am Nordrand des Münchner Stadtgebiets. Sie beginnt im Münchner Stadtteil Fröttmaning, überquert aber die Isar bereits auf dem Gebiet der Gemeinde Ismaning gut 200 Meter nördlich der Gemeindegrenze zu Unterföhring. Obwohl der überwiegende Teil der Brücke ebenso wie die Isar selbst auf Ismaninger Gebiet liegt, ist die Brücke nach Unterföhring benannt, weil das bebaute Gebiet Unterföhrings näher liegt als das Ismanings und der Name Isarbrücke Ismaning bereits für die Überführung der Bundesstraße 471 über die Isar verwendet wird.

## Geschichte
Die Brücke wurde in den Jahren 1972 bis 1974 im Rahmen des Ausbaus der A 99 zwischen dem Autobahnkreuz München-Nord und dem Autobahnkreuz München-Süd errichtet.
Aufgrund von Ausführungsfehlern musste die Brücke bereits 1991–92 grundlegend saniert werden. Die Sanierung kostete etwa 23 Millionen DM (nach heutiger Kaufkraft ca. 22 Millionen Euro), was etwa das Doppelte der Baukosten war. Das führte 1997 zu einer kleinen Anfrage der PDS im Bundestag.
Durch den 8-streifigen Ausbau mit temporärer Seitenstreifenfreigabe, 2018/19 wird die Isarbrücke erneut saniert und statisch ergänzt. Zusätzlich wird von den anliegenden Gemeinden geforderte Lärmreduzierung erfüllt, durch Erneuerung der Lager, Fahrbahnübergangskonstruktionen und Ersetzen des Oberbelags durch offenporigen Belag. Die Kosten belaufen sich voraussichtlich auf 7.493.409,96 Euro ohne Nachträge. Somit sind alle Grundsanierungskosten dreimal so hoch wie die ursprünglichen Herstellungskosten.